# جولي إلياس
جولي إلياس (بالإنجليزية: Julie Elias)‏ هي كاتبة غنائية أمريكية، ولدت في 3 يناير 1985 في مقاطعة سانتا كلارا في الولايات المتحدة.